# تل النبی مندو، قریه
تل النبی مندو (به عربی: تل النبی مندو) یک روستا در سوریه است که در قصیر واقع شده‌است. تل النبی مندو ۱٬۰۶۸ نفر جمعیت دارد.

## تاریخچه
این روستا در محل شهر باستانی کادش قرار دارد و محل وقوع نبرد مشهور کادش میان نیروهای مصری به فرماندهی فرعون رامسس دوم و نیروهای امپراتوری هیتی به فرماندهی مواتلی دوم می‌باشد.